# Нижняя Николаевка
Нижняя Николаевка — упразднённая в 1960-х годах деревня в Балтачевском районе Башкирской АССР Российской Федерации. Входила на год упразднения в состав Нижнекарышевского сельсовета. Жили русские (1959).

## Название
Название парное к ойкониму Верхняя Николаевка, названию соседней деревни.
В 1896 году учтена как Верхне-Николаевка (Тульская).

## География
Возле селения находилась деревни Верхняя Николаевка, Осиновка

### Географическое положение
Располагалась в 35 км к юго‑западу от райцентра Старобалтачёво, в 104 км к югу от ж/д станции Куеда.

## История
Основана во второй половине 19 в. на территории Бирского уезда.
Существовала до середины 1960‑х гг..

## Население
В 1896 году в 27 дворах проживало 180 человек, в 1906—153, в 1920—226, в 1939—204, в 1959 — 69.

## Инфраструктура
Личное подсобное хозяйство с зоной сельскохозяйственного использования, индивидуальная застройка усадебного типа. В 1896 году 27 дворов.
Действовала церковь (отмечена в 1896 году).